# 沢田昭夫
沢田 昭夫（澤田昭夫、さわだ あきお、1928年10月5日 - 2015年3月24日）は、日本の歴史学者。筑波大学名誉教授。専門は近世イギリス史・ヨーロッパ史で、思想家トマス・モアの研究者。カトリック信徒で洗礼名は「パウロ」。

## 生涯
1928年（昭和3年）10月5日、米国・ワシントンD.C.で生まれる。代父を務めたのは当時駐米フランス大使であったポール・クローデルで、洗礼名「パウロ」は彼に因む。
米国、フランス滞在約5年を経て日本に帰国し、暁星、成城に通った。
1940年代にはロゲンドルフ神父に勧められて、ロンドン大学のチェインバズ教授の『モア伝』を熟読し、これがトマス・モア研究へとつながった。太平洋戦争(大東亜戦争)中の1945年（昭和20年）5月25日は、米軍による東京大空襲で家族とともに青山墓地に避難。表参道北端、明治神宮、代々木方面に避難した親族の一部は重度の熱傷を負い、青葉町(神宮前)にあった自宅は全焼した。その後、親戚を転々として鎌倉の借家に住んだが、通学が困難だったために上智大学の聖アロイジオ塾に移って、早朝ミサから夕の祈りまでと典礼と一体の生活を送った。
1946年（昭和21年）には聖アロイジオ塾の裏庭で後にカトリック浦和司教区司教となった長江恵神父に出会い、ファンとなってムニエ―の作品や労働司祭、解放の神学関係の本を読むと同時に『赤旗』の愛読者でもあった。
1951年（昭和26年）に東京大学文学部西洋史学科を卒業後、米国・フォーダム大学、コーネル大学で修士課程を経て、コーネル大学で修士号取得。更に英国・ロンドン大学、西ドイツ・ボン大学で博士課程に進み、ボン大学で文学博士を取得した。1967年（昭和42年）南山大学教授。同外国語学部長を経て、1977年（昭和52年）に筑波大学教授。同国際関係学類初代学類長、日本大学教授を経て、1989年（平成元年）に筑波大学名誉教授。文藝春秋の『諸君』、『月曜評論』（保守系ミニコミ誌、2004年休刊）などへの執筆が多く、保守系論客として知られ、新しい歴史教科書をつくる会に賛同者として名を連ねた。
2015年（平成27年）3月24日、出血性ショックにより死去。

## 主張
2007年に君が代・日の丸反対活動に賛同・支援している日本のキリスト教団体を批判して、キリスト教団体の左派転換を後にソ連のスパイだと判明した国内外で煽動していた牧師に触れて解説している。

## 親族
父は外交官（元国際連盟日本代表・ブラジル大使）で東京外国語大学初代学長の沢田節蔵。
夫人は沢田マルガレーテ（元愛知大学・高千穂商科大学教授、ケルン大学経済学博士)。
叔父に同じく外交官（外務次官を二度務め初代国連大使となった外交界の重鎮）沢田廉三があり、叔母の夫人美喜（三菱財閥三代目男爵岩崎久弥の長女）はエリザベス・サンダース・ホーム創設者。実兄はカトリック東京教区司祭沢田和夫、実弟はパリの国際仲裁裁判所副所長沢田寿夫。

## 主な著書
- 『ルターはマリアを崇敬していたか？』教文館、2001年
- 『見えないものを大切に』聖母文庫・聖母の騎士社、2001年
- 『ミサを生きる』女子パウロ会、1983年　小冊子
- 『ヨーロッパ史』明玄書房、1965年
- 『論文の書き方』講談社学術文庫 初版1977年
- 『論文のレトリック　わかりやすいまとめ方』同 初版1983年
- 『外国語の習い方　国際人教育のために』同 初版1984年
- 『革新的保守主義のすすめ　進歩史観の終焉』PHP研究所、1990年　時事論文集

### 訳書
- アーレティン『カトリシズム　教皇と近代世界』 平凡社「世界大学選書」、1973年
- トマス・モア『ユートピア』 中公文庫、1978年、改訳1993年
  - 初刊は『世界の名著17　エラスムス　トマス・モア』（中央公論社）に収録。渡辺一夫責任編集・解説

## 主な編著
- 編訳『宗教改革著作集 13　カトリック改革』 教文館、1994年

訳者代表、マイスター・エックハルトほか多数の原典史料を訳・解説
- 『原典による歴史学の歩み』 講談社、1974年、講談社学術文庫、1982年。林健太郎と共編
- 『トマス・モアとその時代』 研究社出版、1978年
- 編訳『ユートピアと権力と死　トマス・モア没後四五〇年記念』 日本トマス・モア協会編、荒竹出版、1987年
- 『日本人の国際化　「地球市民」の条件を探る』 門脇厚司と共編、日本経済新聞出版社、1990年